# Anatella brevifurca
Anatella brevifurca är en tvåvingeart som beskrevs av Gabriel Strobl 1901. Anatella brevifurca ingår i släktet Anatella och familjen svampmyggor. Inga underarter finns listade i Catalogue of Life.